# 守岛人
《守岛人》（英語：Island Keeper）是中国大陆以王继才生平事迹为原型的传记片，导演陈力，主演刘烨、宫哲。2021年6月18日在中国大陆上映。该片是庆祝中国共产党成立100周年的献礼片。
影片获第34届中国电影金鸡奖最佳故事片、最佳编剧、最佳男主角三项提名，赢得最佳故事片奖。

## 剧情
讲述了“人民楷模”王继才在開山島上守岛卫国32年的感人事迹。

## 演员
- 刘烨 出演 王继才，江苏省灌云县开山岛民兵哨所所长。
- 宫哲 出演 王仕花，王继才妻子。
- 侯勇 出演 王长杰
- 孙维民 出演 王继才父亲
- 张一山 出演 小豆子
- 陈创 出演 包船长
- 宋春丽
- 陶慧敏
- 马少骅
- 迟蓬
- 徐砡

## 制作
《守岛人》在福建省平潭县海坛岛取景。该片一共花费6个月拍摄。

## 奖项
| 年份 | 奖项                 | 分类       | 提名者             | 是否得奖 | 备注  |
| ---- | -------------------- | ---------- | ------------------ | -------- | ----- |
| 2021 | 第34届中国电影金鸡奖 | 最佳男主角 | 刘烨               | 提名     | [ 4 ] |
| 2021 | 第34届中国电影金鸡奖 | 最佳编剧   | 陈力、丁涵、赵哲恩 | 提名     | [ 4 ] |
| 2021 | 第34届中国电影金鸡奖 | 最佳故事片 | 《守岛人》         | 獲獎     | [ 4 ] |
| 2022 | 第36届大众电影百花奖 | 最佳男配角 | 侯勇               | 獲獎     | [ 7 ] |
| 2022 | 第36届大众电影百花奖 | 最佳男主角 | 刘烨               | 提名     | [ 7 ] |
| 2022 | 第36届大众电影百花奖 | 最佳新人   | 徐砡               | 提名     | [ 7 ] |
| 2023 | 第19屆中國電影華表獎 | 优秀故事片 | 《守岛人》         | 獲獎     |       |
| 2023 | 第19屆中國電影華表獎 | 优秀男演员 | 刘烨               | 獲獎     |       |